# Notiphila venusta
Notiphila venusta är en tvåvingeart som beskrevs av Friedrich Hermann Loew 1856. Notiphila venusta ingår i släktet Notiphila och familjen vattenflugor. Arten är reproducerande i Sverige. Inga underarter finns listade i Catalogue of Life.